# Каури Аурнасон
Каури Аурнасон (исл. Kári Árnason‎‎; Гетеборг, 13. октобар 1982) професионални је исландски фудбалер који примарно игра у одбрани на позицији центархалфа, али се добро сналази и као дефанзивни везни играч.

## Клупска каријера
Током богате рофесионалне каријере коју је започео још 2001. као играч Викингура из Рејкјавика, Аурнасон је играо за бројне клубове у седам различитих европских земаља. Највеће успехе остварио је играјући у Шведској лиги где је у два наврата освајао титулу првака као првотимац Малмеа и Јургордена. 
Као играч шкотског Абердина освојио је друго место у првенству Шкотске у сезони 2017/18.

## Репрезентативна каријера
За сениорску репрезентацију Исланда дебитовао је 30. марта 2005. у пријатељској утакмици са селекцијом Италије. Седам месеци касније у квалификацијама за Светско првенство 2006. постиже свој први погодак за репрезентацију у утакмици са Шведском. 
Прво велико такмичење на ком је наступио било је Европско првенство 2016. у Француској, уједно и прво такмичење на које се репрезентација Исланда уопште квалификовала. На том првенству које су Исланђани окончали поразом од Француске у четвртфиналу, Аурнасон је играо у свих пет утакмица. 
Селектор Хејмир Халгримсон уврстио га је на списак играча за Светско првенство 2018. у Русији, где је одиграо две утакмице у групи Д против Аргентине и Нигерије.

### Голови за репрезентацију
| №  | Датум              | Место     | Ривал    | Гол. | Рез. | Такмичење                 |
| -- | ------------------ | --------- | -------- | ---- | ---- | ------------------------- |
| 1. | 12. октобар 2005.  | Солна     | Шведска  | 1:0  | 1:3  | Квалификације за СП 2006. |
| 2. | 7. септембар 2012. | Рејкјавик | Норвешка | 1:0  | 2:0  | Квалификације за СП 2014. |
| 3. | 6. октобар 2016.   | Рејкјавик | Финска   | 1:1  | 3:2  | Квалификације за СП 2018. |
| 4. | 6. октобар 2017.   | Ескишехир | Турска   | 3:0  | 3:0  | Квалификације за СП 2018. |
| 5. | 7. јун 2018.       | Рејкјавик | Гана     | 1:0  | 2:2  | Пријатељска утакмица      |

## Успеси и признања
ФК Јургорден
- Првенство Шведске (1): 2005.
- Шведски куп (1): 2005.

 ФК Малме
- Првенство Шведске (1): 2016.